# Ferrovia Martigny-Orsières
La ferrovia Martigny-Orsières (con diramazione Sembrancher-Le Châble), nota anche come Saint-Bernard Express, è una linea ferroviaria a scartamento normale della Svizzera.

## Storia
Sin dal 1873 si succedettero diversi studi e progetti per un collegamento ferroviario tra Svizzera e Italia per il colle del Gran San Bernardo, la Val Ferret o la valle di Bagnes. Nel 1904 fu accordata la concessione per una linea tra Martigny e Orsières e da lì verso la frontiera italiana (con possibile prosecuzione verso Cogne e Torino). La concessione per la tratta svizzera fu rilevata due anni dopo dalla British Aluminium, titolare nella zona di Orsières di concessioni per lo sfruttamento delle acque della Drance in vista della costruzione di uno stabilimento elettrochimico.
I lavori iniziarono nell'agosto 1907, e l'inaugurazione avvenne il 1º settembre 1910. La linea fu gestita dalla Compagnie du Chemin de fer Martigny-Orsières (MO), con sede a Martigny e costituitasi il 19 novembre 1906.
Per permettere la costruzione di due bacini idroelettrici (Grande Dixence e Mauvoisin) e collegare più celermente la valle di Bagnes si decise la costruzione di una diramazione tra Sembrancher e Le Châble, inaugurata l'11 agosto 1953.
Il 26 giugno 2000 (con effetto retroattivo dal 1º gennaio) la MO si è fusa con la Compagnie du Chemin de fer Martigny-Châtelard (MC) nella società Transports de Martigny et Régions (TMR); le due società avevano sin dal 1990 una direzione comune. Dal cambio di orario del 14 dicembre 2003 l'esercizio della linea è curato dalla società RegionAlps (RA), partecipata dalla TMR, dalle FFS e dal canton Vallese.

## Caratteristiche
La linea, a scartamento normale, è lunga 25,85 km (19.339,82 m tra Martigny e Orsières; 6,5 km la tratta Sembrancher-Le Châble). La linea è elettrificata a corrente alternata con la tensione di 15.000 V alla frequenza di 16,7 Hz (fino al 1949 8.000 V 15 Hz). Il raggio minimo di curva è di 180 metri (160 metri sulla Sembrancher-Le Châble), la pendenza massima è del 35 per mille, che sale al 37 per mille sulla diramazione per Le Châble.

### Percorso
|  | Continuation backward |

| Unknown route-map component "CONTr+f " | Straight track |

| End station | Station on track |

|  |  | Unknown route-map component "ABZgl" | Unknown route-map component "CONTfq" |

|  | Unknown route-map component "eHST" |

|  | Station on track |

|  | Station on track |

|  | Enter and exit short tunnel |

|  | Enter and exit short tunnel |

|  | Unknown route-map component "hKRZWae" |

|  | Unknown route-map component "eHST" |

|  | Station on track |

|  | Unknown route-map component "hKRZWae" |

|  | Enter and exit short tunnel |

|  | Unknown route-map component "hKRZWae" |

|  | Station on track |

| Unknown route-map component "STR+l" | Unknown route-map component "ABZgr" |

| Straight track | Unknown route-map component "hKRZWae" |

| Enter and exit short tunnel | Straight track |

| Enter and exit short tunnel | Straight track |

| Enter and exit short tunnel | Straight track |

| Enter and exit short tunnel | Straight track |

| Stop on track | Straight track |

| Station on track | Straight track |

| Non-passenger end station | Straight track |

|  | Unknown route-map component "hKRZWae" |

|  | Stop on track |

|  | End station |

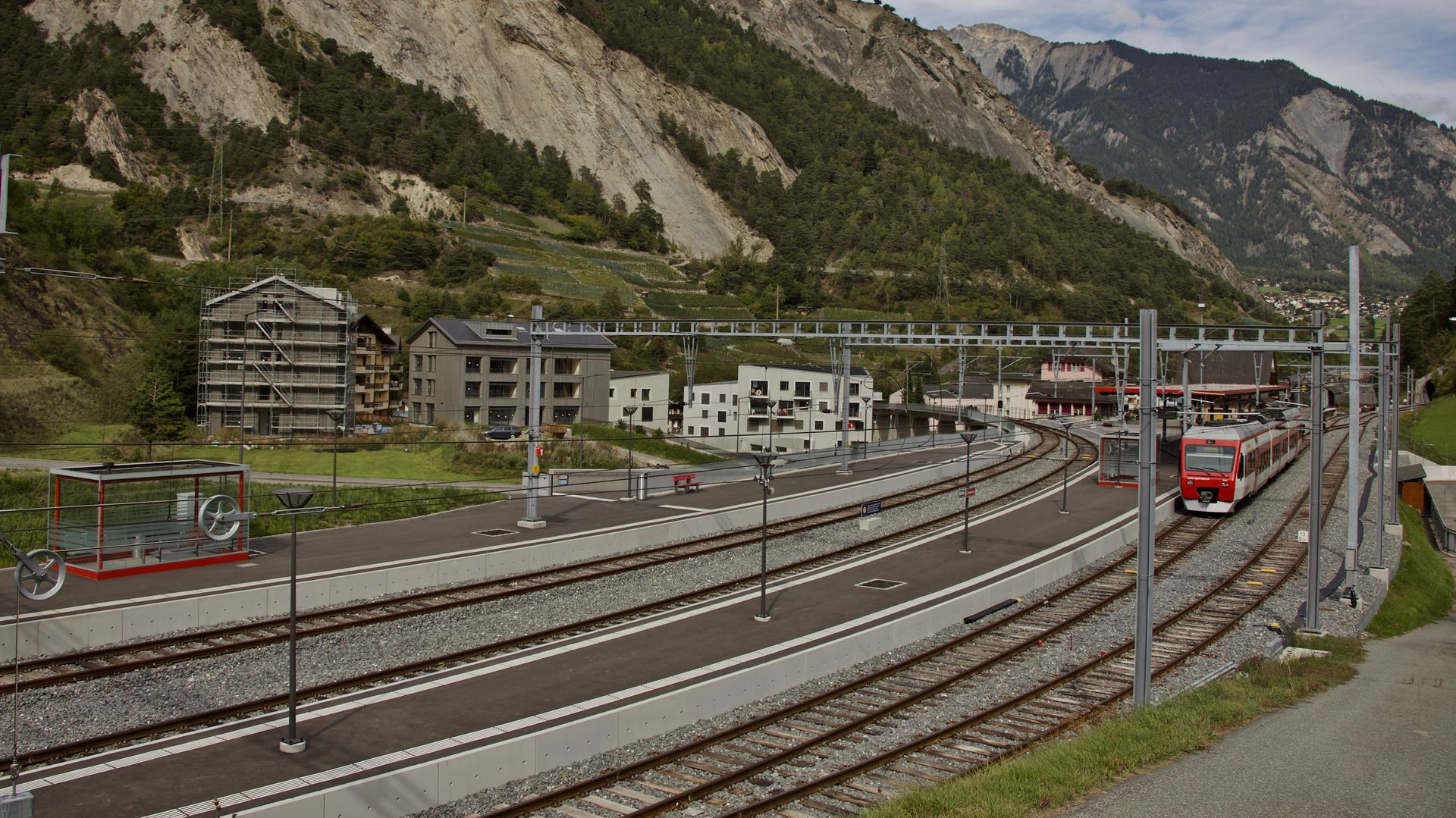
La stazione di diramazione di Sembrancher

La linea parte dalla stazione di Martigny, comune alla linea FFS per Losanna e Briga e capolinea della linea internazionale a scartamento ridotto per Saint-Gervais-les-Bains-Le Fayet. Lasciata Martigny si attraversa la Drance entrando nella val d'Entremont e toccando Bovernier. Dopo altri due ponti sulla Drance si arriva a Sembrancher. Da Sembrancher la linea si biforca: da un lato si dirige verso sud, terminando la propria corsa ad Orsières, mentre dall'altro si dirige verso est, attraversando nuovamente la Drance, toccando Vollèges e facendo capolinea a Le Châble.

## Materiale rotabile
All'apertura la ferrovia disponeva di quattro elettromotrici a carrelli (BCFe 4/4 1÷2, per il servizio viaggiatori, e CFe 4/4 11÷12 per il servizio merci), munite di quattro motori tipo Déri da 80 CV ognuno, tre carrozze passeggeri (BCF 21÷22 e BC 31) e quattro pianali. Tutti i rotabili furono costruiti dalla Schlieren con parte elettrica Brown Boveri. Tra il 1944 e il 1949 le elettromotrici furono rimotorizzate, con quattro motori da 175 CV; 11 e 12 furono rinumerate come ABFe 4/4 3÷4. Nel 1955 gli Ateliers de constructions mécaniques de Vevey e la Brown Boveri fornirono una nuova elettromotrice, immatricolata come ABFe 4/4 5.
Nel 1965 furono acquistate tre nuove elettromotrici (immatricolate ABDe 4/4 6÷8), costruite in seguito ad un'ordinazione congiunta con altre ferrovie secondarie elvetiche (GFM, RVT, MThB e WM); nel 1983 la MO acquistò anche l'elettromotrice costruita per la RVT (divenuta ABDe 4/4 9). I nuovi mezzi permisero di cedere le elettromotrici 1 e 2 alla RVT e alla CJ.
Dal giugno 2002 è entrato in servizio un elettrotreno a pianale ribassato, seguito nel marzo 2003 da altri due: costruiti dalla Bombardier negli stabilimenti di Villeneuve, denominati "Nina" e immatricolati nella serie RABe 527 511÷513 (dal 2013 RABe 525 039÷041), hanno sostituito il materiale rotabile in servizio sino ad allora. Un quarto elettrotreno simile (RABe 525 038) è stato acquistato dalla BLS nel 2012.

### Materiale motore - prospetto di sintesi
| Tipo                   | Unità            | Anno di costruzione | Costruttore               | Note |
| ---------------------- | ---------------- | ------------------- | ------------------------- | --- |
| Locomotiva a vapore    | Ed 2/4 1         | 1881                | Maschinenfabrik Esslingen | ex JBL, acquistata dalle FFS nel 1910, ceduta nel 1917                                                                     |
| Automotrici elettriche | BCFe 4/4 1÷2     | 1910                | SSW-BBC                   | riclassificate ABFe 4/4 nel 1956, ABDe 4/4 nel 1962; 1 ceduta alla RVT nel 1966, 2 ceduta nel 1967 alle CJ                 |
| Automotrici elettriche | CFe 4/4 11÷12    | 1910                | SSW-BBC                   | riclassificate BCFe 4/4 3÷4 nel 1944, ABFe 4/4 nel 1956, ABDe 4/4 nel 1962; 3 demolita nel 1982, 4 ceduta nel 1990 alle CJ |
| Automotrice elettrica  | ABFe 4/4 5       | 1955                | ACMV-BBC                  | riclassificata ABDe 4/4 nel 1962, ceduta nel 2002 al Bahnmuseum Kerzers                                                    |
| Automotrici elettriche | ABDe 4/4 6÷8     | 1965                | SIG-SWS-BBC-MFO-SAAS      | riclassificate ABDe 537 506÷508 entro il 2002, 8 demolita nel 2008; riclassificate nel 2018 ABDe 578 006÷007               |
| Automotrice elettrica  | ABDe 4/4 9       | 1965                | SIG-SWS-BBC-MFO-SAAS      | ex RVT, acquistata nel 1983, riclassificata nel 2002 ABDe 537 509, nel 2018 ABDe 578 009                                   |
| Automotrici elettriche | RABe 527 511÷513 | 2002-03             | Bombardier-Alstom         | tipo Nina, dal 2009 ceduti a RA, riclassificate nel 2013 RABe 525 039÷041                                                  |
| Automotrice elettrica  | RABe 525 038     | 2003                | Bombardier-Alstom         | tipo Nina, ex BLS, acquistata nel 2012                                                                                     |